# Magdalina Filipaș
Magdalina Filipaș (Geburtsname: Magdalina Mariaș; * 16. Dezember 1931 in Baia Mare, Kreis Maramureș) ist eine ehemalige rumänische Politikerin der Rumänischen Kommunistischen Partei PCR (Partidul Comunist Român) und Diplomatin, die unter anderem zwischen 1982 und 1989 Botschafterin auf den Philippinen war.

## Leben
Magdalina Filipaș absolvierte ein Studium an der Fakultät für Leichtindustrie der Universität Bukarest und erwarb dort den akademischen Grad als Textilingenieur. Während des Studiums trat sie 1954 der damaligen Rumänischen Arbeiterpartei PMR (Partidul Muncitoresc Român) als Mitglied bei und arbeitete mehrere Jahre als Textilingenieurin. Sie absolvierte zudem ein Studium an der Akademie für Sozial- und Politikwissenschaften „Ștefan Gheorghiu“, an der sie einen Doktortitel erwarb. Für ihre Verdienste wurde sie 1966 mit dem Orden der Arbeit Dritter Klasse (Ordinul Muncii) Sie fungierte zwischen 1972 und dem 18. November 1975 als Präsidentin des Komitees der Gewerkschaft der Leichtindustrie. Sie wurde auf einem ZK-Plenum am 21. Juli 1972 zunächst Kandidatin des ZK der PCR und auf einem weiteren ZK-Plenum am 19. Juni 1973 Mitglied des ZK der PCR und gehörte diesem Gremium zunächst bis zum Elften Parteitag der PCR (24. bis 27. November 1974) an. Sie war darüber hinaus zwischen dem 19. Juni 1973 und dem 28. November 1974 Kandidatin des Exekutivkomitees des ZK der PCR. Ferner wurde sie am 28. Mai 1974 Mitglied des Zentralrates zur Kontrolle der Arbeit der wirtschaftlichen und sozialen Aktivitäten. Auf dem Elften Parteitag der PCR (24. bis 27. November 1974) wurde sie Mitglied der Zentralen Revisionskommission (ZRK) und gehörte diesem Gremium bis zum Zwölften Parteitag der PCR (19. bis 23. November 1979) an.
Nachdem Magdalina Filipaș zwischen dem 18. November 1975 und 27. Oktober 1979 Generaldirektorin des Bukarester Baumwollindustriekombinats war, bekleidete sie vom 27. Oktober 1979 bis zum 30. August 1982 das Amt als 1. Vize-Ministerin für Leichtindustrie und wurde darüber hinaus am 24. Oktober 1979 Vizepräsidentin des Staatlichen Komitees für Preise. Sie wurde auf dem Zwölften Parteitag der PCR (19. bis 23. November 1979) noch einmal Mitglied des ZK der PCR und gehörte diesem Parteigremium bis zum Dreizehnten Parteitag der PCR (19. bis 22. November 1984) an. Daneben wurde sie am 27. März 1980 Mitglied der ZK-Kommission für wirtschaftliche Zusammenarbeit und internationale Beziehungen der Partei und des Staates und unterrichtete bis 1982 zeitweise auch als Lektorin an der Akademie für Sozial- und Politikwissenschaften „Ștefan Gheorghiu“. 1980 wurde sie Mitglied der Großen Nationalversammlung (Marea Adunare Națională) und vertrat in dieser bis 1985 den Wahlkreis Nr. 6 Marghita im Kreis Bihor. Während ihrer Parlamentszugehörigkeit wurde sie am 1. April 1980 Vizevorsitzende des Ausschusses für Außenpolitik und internationale wirtschaftliche Zusammenarbeit.
Am 31. Dezember 1982 wurde Magdalina Filipaș außerordentliche und bevollmächtigte Botschafterin auf den Philippinen. Sie verblieb auf diesen Posten bis zur Revolution am 22. Dezember 1989. 1987 wurde sie des Weiteren Mitglied des Nationalrates des werktätigen Volkes.